# 검은머리방울새
검은머리방울새(Eurasian siskin, European siskin, common siskin, siskin, 학명: Spinus spinus)는 되새과에 속하는 작은 참새이다. 유럽과 구북구에서 매우 흔하게 관찰된다. 구과식물과 혼합림을 포함하여 숲이 우거진 지역에서 볼 수 있으며 이곳에서 오리나무 등에서 나는 모든 종류의 씨를 먹는다.
다른 유사 되새들과 깃털색에서 차이를 보인다. 윗쪽은 잿빛 녹색이며 아래쪽은 잿빛 흰색이다. 날개는 검은색이며 날개의 가장자리는 황색이며 꼬리는 검은색이다. 암컷과 어린 새들은 머리가 잿빛 녹색이다. 사회성이 있는 활발한 새이다. 듣기 좋은 소리를 낸다. 이러한 이유로 새장에서 길러지기도 한다.
철새이지만 수년에 한 번씩 겨울을 나는 낯선 이주 패턴이 있으며 많은 수가 남쪽으로 이주한다. 이러한 행위의 이유는 밝혀져 있지 않으나 기후적 요인과 음식의 이용 가능성과 관련될 수 있다.